# دوري منطقة القناة
دوري منطقة القناة أو دوري القناة هو دوري كرة قدم مصري قديم، كان يقام قبل بداية الدوري المصري الممتاز في شكله الحالي، في وقت كانت المنافسة الرئيسية هي كأس مصر التي أجريت أولى دوراتها في 1922، بدأ الاتحاد المصري لكرة القدم أولى دورياته في شكل دوريات محلية وفقا للمناطق وهي (القاهرة، الإسكندرية، بحري، القناة). وكان دوري منطقة القناة يضم الفرق الموجودة بمدن القناة الثلاث بورسعيد، الإسماعيلية، السويس وفي مقدمتها قطبا الكرة في منطقة القناة المصري،والإسماعيلي بجانب عدد من الفرق المصرية والأجنبية الأخرى بالمنطقة. استمرت البطولة بانتظام طوال الثلاثينات والأربعينات حتى توقفت بعد انطلاق الدوري المصري الممتاز وقد حصد المصري أغلب القابها حيث احرز البطولة 17 مرة كما فاز بها الإسماعيلي أيضا مرة واحدة (1932).

## الأبطال
أكثر الاندية فوزا المصري 17 بطولة.